# Західне болгарське царство
Західне болгарське царство (970–1018) — традиційне найменування Першого болгарського царства у період, коли північний схід було вже захоплено Візантією до остаточного його падіння 1018 року. У македонській історіографії державу згадують як Самуїлове царство (мак. Самоилово царство), чим підкреслюється не-болгарський (македонський) статус державності, що спричиняє жваву дискусію.

## Передісторія
968 року північно-східна частина Болгарії була зайнята військами Київської Русі на чолі з князем Святославом Ігоревичем. Невдовзі, 970 року на Болгарію здійснила напад і Візантія. Князь Святослав уклав союз із болгарським царем Борисом II, але був розбитий візантійцями. Після цього рештки його війська відступили до Києва, а візантійські війська на чолі з імператором Іоанном Цимісхієм зайняли столицю Преслав та північно-західні області Болгарії, цар Борис II та його молодший брат Роман були взяті в полон. Імператор Іоанн Цимісхій оголосив, що Болгарія приєднана до Візантії.
Після падіння Преслава столиця царства перемістилась на захід. Спочатку постійної столиці як такої не було, у різні часи джерела згадують Скоп'є та Преспу. Остаточною столицею стало місто Охрид, яке розташовано на території сучасної Північної Македонії. Держава, що утворилась, існувала майже півстоліття й традиційно називається в російській історіографії Західним Болгарським царством.

## Правителі
Оскільки болгарський цар Борис II перебував у візантійському полоні, то первинно в неокупованій частині Болгарії запанувала анархія, але поступово на перший план висунулись брати-комітопули Давид, Мойсей, Арон та Самуїл. Вони визнавали верховну владу Бориса II (хоч той і перебував у полоні й не міг правити країною) та намагались боротись із візантійськими військами. Користуючись тим, що у Візантії після смерті імператора Іоанна Цимісхія воєначальник Варда Склір підбурив заколот, комітопули почали наступ на Візантію. Основну роль у цих діях відіграв Самуїл. Старші брати Давид та Мойсей загинули на початку боротьби. Арон не чинив особливих дій. 976 року Самуїл звинуватив Арона у відносинах з Візантією та, під час війни з ним, убив. 977 року цар Борис II був випадково убитий, його молодший брат Роман зумів втекти з візантійського полону, після чого Самуїл визнав Романа новим болгарським царем. При цьому Самуїл, залишаючи Роману титул царя, здійснював все керівництво країною. До 986 року Самуїл, залишившись останнім із братів-комітопулів, затвердив своє володарювання у Південній Македонії та Фессалії.

## Боротьба з Візантією
Після того, як комітопулами була відновлена влада у західній частині Болгарії, Візантія не припиняла спроб завоювати ці рештки Болгарського царства. Так 986 року імператор Василій II намагався завоювати західні землі Болгарії та взяв в облогу Софію, проте не мав успіху у цій справі. 991 року Василію II вдалось узяти в полон болгарського царя Романа.
Після 1001 року Візантія безперервно воювала з Болгарією. 1004 Василій ІІ, узявши Відін, розбив армію царя Самуїла поблизу Морави та взяв приступом Скоп'є. 29 липня 1014 року Василій II здобув велику перемогу над болгарами, узяв 15 тисяч полонених, наказав засліпити їх (на кожну сотню засліплених був залишений один поводир, засліплений тільки на одне око) та відрядити у такому вигляді до Болгарії. Ця подія спричинила смерть царя Самуїла. Невдовзі після цього візантійські війська зайняли Охрид, а частина знаті перейшла на бік Візантії. Новий цар, Гаврило Радомир намагався організувати оборону, йому навіть удалось розбити армію Теофілакта Вотаніата, проте 1015 року Василій II здійснив новий похід на Боллгарію.

## Падіння царства
Вважають, що Василій II зв'язався з двоюрідним братом Гаврила, Іваном Владиславом, та запропонував йому скинути Гаврила в обмін на мир з Болгарією. 1015 року Гаврило був убитий, а Іван Владислав проголосив себе царем Болгарії. Однак мир був нетривалим. 1016 року Візантія знову вторглась до решток Болгарії. 1018 року в битві при Дураццо цар Іван Владислав був убитий. Після цього болгарська знать, включаючи царицю Марію (вдову Івана Владислава), здалась візантійцям під гарантію особистої недоторканості. Після цього рештки Болгарського царства були остаточно окуповані Візантією.